# Pseudogaurax pleuralis
Pseudogaurax pleuralis är en tvåvingeart som beskrevs av Ismay 1987. Pseudogaurax pleuralis ingår i släktet Pseudogaurax och familjen fritflugor. Inga underarter finns listade i Catalogue of Life.